# Sedonoude Abouta
Sedonoude Abouta (Malí; 1 de enero de 1981) es un exfutbolista de Malí que jugó en la posición de delantero.

## Carrera

### Club
| Periodo   | Club       |
| --------- | ---------- |
| 2003–2006 | Djoliba AC |
| 2006–2007 | USM Alger  |
| 2007–2009 | Djoliba AC |
| 2009–2010 | Al-Raed    |
| 2010–2016 | Djoliba AC |

### Selección nacional
A nivel de selecciones menores representó a Malí en los Juegos Olímpicos de Atenas 2004. Jugó para Malí en 10 ocasiones de 2002 a 2006 y anotó un gol en la derrota por 1-2 ante Nigeria en Monastir, Túnez por la Copa Africana de Naciones 2004.

### Participaciones en Juegos Olímpicos
| Juegos Olímpicos                | Sede   | Resultado        | Partidos | Goles |
| ------------------------------- | ------ | ---------------- | -------- | ----- |
| Juegos Olímpicos de Atenas 2004 | Grecia | Cuartos de final | 2        | 0     |

### Participaciones en Copa Africana de Naciones
| Copa Africana de Naciones      | Sede  | Resultado     | Partidos | Goles |
| ------------------------------ | ----- | ------------- | -------- | ----- |
| Copa Africana de Naciones 2004 | Túnez | Tercer puesto | 1        | 1     |

## Logros
- Primera División de Malí (4): 2004, 2008, 2009, 2012
- Copa de Malí (4): 2003, 2004, 2008, 2009